# Arboretum du col du Haut-Jacques

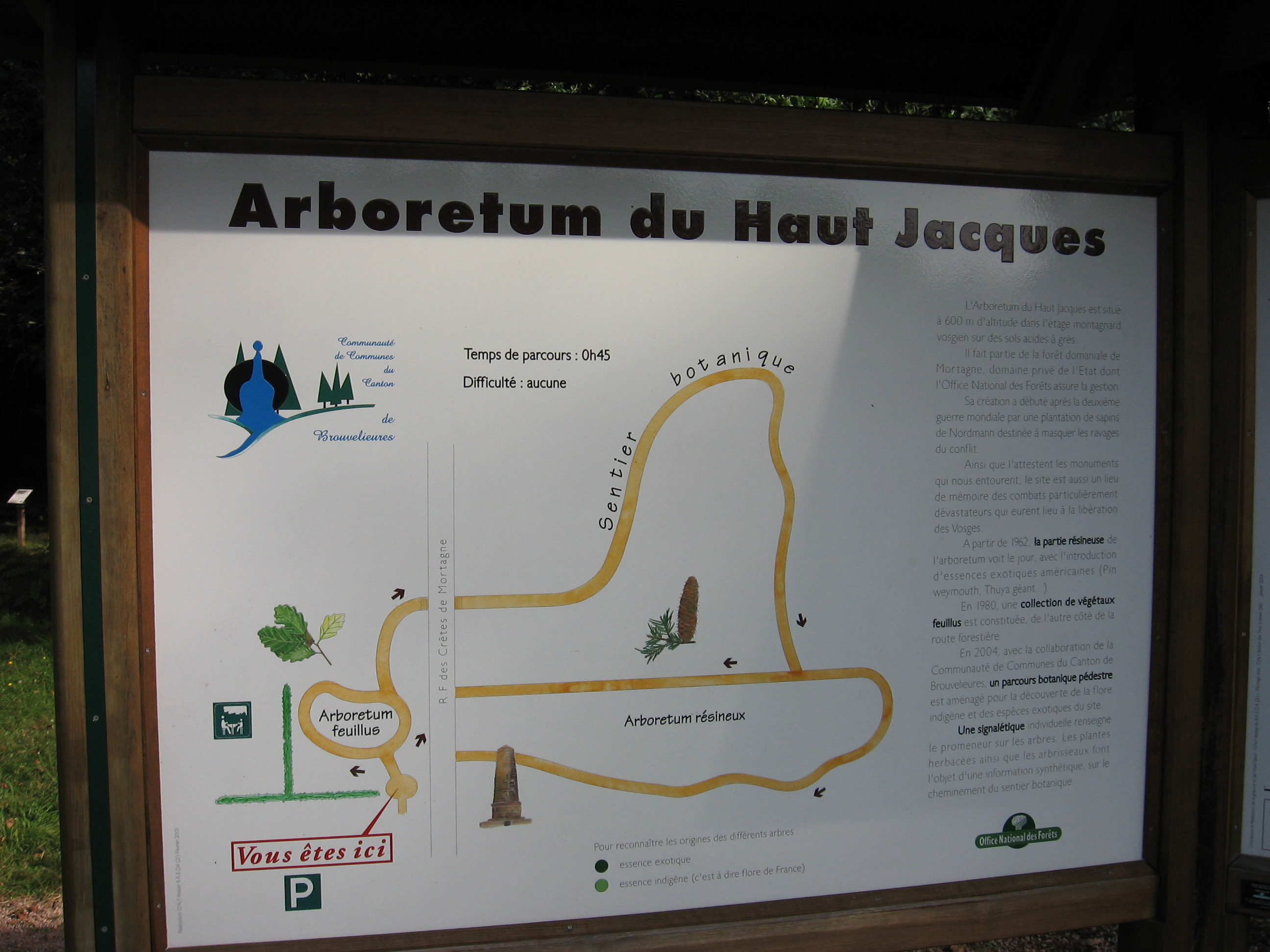
Bord met looproute

Het Arboretum du Haut Jacques is een bomentuin gelegen op de Col du Haut Jacques in het departement Vosges in het noordoosten van Frankrijk.
Het arboretum werd in 1962 gecreëerd onder leiding van de Office National des Forêts met als doel de boomsoorten representatief voor het gebergte de Vogezen te verzamelen en conserveren.